# Wrycza

Wrycza

Wrycza (Wrycz) – kaszubski herb szlachecki.

## Opis herbu
Opis z wykorzystaniem zasad blazonowania, zaproponowanych przez Alfreda Znamierowskiego:
W polu czerwonym trzy lilie naturalne, na łodyżkach ulistnionych, w wachlarz. Klejnotu brak, nad tarczą sam hełm z koroną. Labry: czerwone, podbite srebrem.

## Najwcześniejsze wzmianki
Herb wzmiankowany przez niemieckiego heraldyka Mülverstedta (Die Wappen der von Wantoch-, von Gynz-, von Styp-, und von Wrycz-Rekowski).

## Rodzina Wryczów
Znanym przedstawicielem tej rodziny był Józef Wrycza.

## Herbowni
Wrycza (Frietz, Fritschen, Fritzen, Frizen, Wricon, Wricz, Writzen, Wriza, Wryca, Wrycon, Wrycz, błędnie: Reetz, Rietze, Ritz, Ritzen, Rizen, Ruetzen, Rutz, Rützen, Rytzen).
Opisywany tutaj herb nie był nigdy przypisywany kaszubskim Wryczom w klasycznych herbarzach. Z rodziną tą łączone są herby Rekowski, Rekowski V, Rekowski VI, Koziczkowski, Ryc II. Według Mülverstedta jednak, właściwy, pierwotny herb tej rodziny zachował się w pewnej formie w górnym, najzaszczytniejszym polu herbu Rekowski VI bądź Rekowski VIa (herby te pochodzą z pieczęci dwóch Wryczów-Rekowskich z XIX wieku). Na tej podstawie odtworzył godło pierwotnego herbu Wryczów jako trzy lilie.